# Gaspar Joan de la Figuera
Gaspar Joan de la Figuera (Fraga, ? - Montserrat, 13 de febrer de 1586) va ser un religiós català, successivament bisbe de Jaca, Albarrasí i Lleida.

## Biografia
Va ser canonge de la catedral de Saragossa i, a la segona meitat del segle xvi, ardiaca de Terol.
El 1578 va prendre possessió del bisbat de Jaca, d'on va ser traslladat al d'Albarrasí el 1583.
El 1585, estant a les Corts de Montsó, i en qualitat de bisbe de Lleida electe, va conferir les canongies creades a Albarrasí.
Va visitar la Universitat Sertoriana d'Osca el 1582 com a comissionat del papa Gregori XIII i del rei Felip II de Castella.
Va morir al Monestir de Monserrat, on realitzava una visita l'any 1586 en companyia d'Iban de Bardaxí, assessor del Governador d'Aragó.

## Obra
Va publicar Estatutos de la Universidad de la Ciudad de Huesca (1582), durant la seva visita a aquesta Universitat, i Constituciones Sinodales de la Diócesis de Albarracín (1584)